# یواس‌اس ویو (اس‌پی-۱۷۰۶)
یواس‌اس ویو (اس‌پی-۱۷۰۶) (به انگلیسی: USS Wave (SP-1706)) یک کشتی است که طول آن ۱۱۹ فوت ۸ اینچ (۳۶٫۴۷ متر) می‌باشد. این کشتی در سال ۱۹۱۲ ساخته شد.